# Karol Wirtemberski (książę oleśnicki)
Karol Fryderyk Wirtemberski (ur. 11 marca 1682, Dobroszyce, zm. 8 lutego 1745, Bierutów) – książę oleśnicki.
Syn księcia Juliusza Wirtemberskiego i Anny Zofii.
Zgodnie z umową rodową jego kuzyni Karol Fryderyk i Krystian Ulryk otrzymali część oleśnicką księstwa, Karol zaś część bierutowską.
20 kwietnia 1703 ożenił się z Wilhelminą Łucją z Saksonii-Meiningen. Nie mieli dzieci.
Po śmierci Karola jego część księstwa przejęli kuzyni.